# 박건웅 (1906년)
박건웅(朴健雄, 1906년 7월 1일 ~ ?)은 대한민국의 독립운동가이다.

## 생애
1906년 7월 1일에 평안북도 의주에서 태어났다. 1926년에 중국 황포군관학교를 졸업하였다. 한인청년동맹과 의열단에 가입하여 활동하였다. 1935년에 민족혁명당 창당에 참여하였고, 1937년부터 1945년까지 대한민국 임시 정부에서 활동하였다. 광복 이후 남조선과도입법의원에서 입법의원으로 활동하였으며, 한국 전쟁 때에 납북되었다. 1990년에 대한민국 정부는 건국훈장 독립장을 수여하였다.

## 참고 자료
- 박건웅 - 대한민국 국가보훈처 독립유공자 공훈록